# Efecte electroòptic
Es diu  Efecte eletroòptic a la variació que pateix l'índex de refracció d'un mitjà en aplicar-li un camp elèctric. L'aplicació d'un camp elèctric sobre la matèria causa la dislocació de les càrregues que hi ha, produint dipols o reorientant els ja existents. En qualsevol cas, el camp elèctric indueix al material una anisotropia o modifica la que pogués existir anteriorment. En concret, l'aplicació d'un camp estàtic modifica el tensor dielèctric i amb això els índexs de refracció, i, per tant, el·lipsoide dels índexs que és qui defineix el tipus d'anisotropia en el medi. Si el camp aplicat és oscil·lant, es poden produir en el medi, a part de la pertorbació de l'anisotropia òptica, ressonàncies mecàniques sincronitzades amb les maneres mecànics del sòlid.